# 苫小牧市立弥生中学校
苫小牧市立弥生中学校（とまこまいしりつ やよいちゅうがっこう）は、北海道苫小牧市弥生町1丁目にかつて存在した公立中学校。

## 概要

### 苫小牧町立西中学校として開校
戦後の教育改革により6・3・3・4の新学制が確立し、1947年（昭和22年）4月には旧国民学校初等科卒業生、高等科1、2年を修業した生徒は新制中学校へ進むことになった。だが、制度が決定しただけで、まだ中学校が設置されておらず、行き場のない生徒たちは元の小学校に集まり、身分も教科書もないまま、仮教室で授業が続けられた。
1947年（昭和22年）5月27日の町議会で本校の設置が提出され、5月1日にさかのぼって、苫小牧町立西中学校、錦岡分教場、樽前分教場が東中学校と共に設置された。1947年（昭和22年）6月3日、9学級、441名をもって西小学校体育館において開校式と入学式を行い、新しい学校としてスタートした。しかし、当初は独立した校舎はなく、西小学校、苫小牧高等女学校（現・西高校）、苫小牧青年学校の一部を借用した。
1948年（昭和23年）4月1日、市政施行により苫小牧市立西中学校に改称。同年8月、校章を設定、1949年（昭和24年）2月には校歌が完成した。

### 弥生中学校への改称と校舎の落成
同校の新設予定地には第1候補に弥生町、第2候補に山手町があげられていたが、教職員、父兄の弥生町設置の強い要望、弥生という名は不断の進歩、たえざる改造の学校精神に合しているなどから、敷地の正式決定のないまま苫小牧市立弥生中学校と改称した。
1949年（昭和29年）6月28日、第1期工事の木造2階建て校舎が落成。翌年5月に第2期工事、12月には第3期工事の木造体育館が完成した。

### 分校の独立と校区の分離
1949年（昭和24年） 4月1日錦岡分校が錦岡中学校として独立。1951年（昭和26年） 4月1日樽前分校が樽前中学校として独立した。1956年（昭和31年）10月1日、両校は統合し、凌雲中学校となった。
1961年（昭和36年）4月特殊学級山なみ学園を西小学校内に開設。
1962年（昭和37年）に苫小牧市西地区の発展から、啓北中学校、光洋中学校が新設され、両校に生徒を分離。ただ、光洋中学校は校舎が落成しておらず、当校の一部を仮校舎として開校し、同年7月に移転した。
1964年（昭和39年）4月に苫小牧工業高等専門学校が仮校舎として開校し、1965年（昭和40年）4月1日、現在地に移転した。
1966年（昭和41年）4月、山なみ学園は山手町（現・松風町）に独立校舎を新設し分離。啓北中学校に移管された。

### 閉校
2011年1月、2012年度で廃校となることが決まった。校区は2013年度から東中学校、光洋中学校に統合されることとなった。
1988年度ごろまでは生徒数500～600人、20～24学級で推移したものの、少子化と人口の移動で2010年度は118人、4学級まで減り、市教委は2022年度まで、100～120人、3～5学級で推移すると予測。校舎の老朽化も課題になっていた。市教委は学校規模適正化基本方針を策定しており、中学校は8学級以下が続く見通しの場合、校舎改築が必要になる時機に適正化を図るとしていた。
2013年2月23日、閉校式典を当校体育館で開催。在校生、卒業生、元教職員など約500人が出席した。3月13日、第66回卒業証書授与式を開き、最後の3年生44人の門出を祝した。卒業生の数は66年で1万3692人となった。3月22日、66年の歴史で最後となる修了式を実施した。

## 沿革
出典:
- 1947年（昭和22年）6月3日 - 苫小牧町立西中学校として開校､錦岡・樽前分校併設
- 1948年（昭和23年） 
  - 4月1日 - 市政施行により苫小牧市立西中学校に改称[3]
  - 8月26日 - 校章決定
  - 9月 4日 - 苫小牧市立弥生中学校に改称
- 1949年（昭和24年）
  - 2月21日 - 校歌完成
  - 4月1日 - 錦岡分校、錦岡中学校として独立[4]
  - 6月28日 - 木造校舎一棟増築（12教室）
- 1950年（昭和25年）
  - 5月10日 - 木造校舎一棟増築（8教室､3管理室）
  - 12月22日 - 体育館落成
- 1951年（昭和26年）4月1日 - 樽前分校、樽前中学校として独立[5]
- 1954年（昭和29年）10月10日 - 特別教室増築
- 1959年（昭和34年）11月10日 - 第3棟階上落成､体育館更衣室付設
- 1962年（昭和37年） 
  - 4月7日 - 生徒増で啓北中学校･光洋中学校分離開校。光洋中学校は当校を仮校舎として使用[3]
  - 7月 - 光洋中学校が移転[3]
- 1964年（昭和39年）4月 - 国立苫小牧工業高等専門学校が当校を仮校舎として開校[3]
- 1968年（昭和43年）5月5日 - 苫小牧市小中学校で給食開始
- 1973年（昭和48年）8月13日 - 全国サッカー大会出場
- 1975年（昭和54年）4月1日 - 肢体不自由児学級設置
- 1990年（平成2年）4月1日 - 知的･情緒学級設置
- 1994年（平成6年）8月20日 - 全国ソフトテニス大会出場
- 1996年（平成8年）9月21日 - サハリン大学学生国際交流で来校
- 1999年（平成11年）10月27日 - グラウンドフェンス完成
- 2000年（平成12年）3月3日 - 新校舎（鉄筋コンクリート3階建て）落成
- 2007年（平成19年）8月25日 - 教育研究実践校表彰
- 2008年（平成20年）2月1日 - 全国スケート大会（長野市）出場
- 2013年（平成25年） 
  - 2月23日 - 閉校式開催
  - 3月13日 - 第66回卒業証書授与式を実施[10]
  - 3月22日 - 修了式を実施[11]
  - 3月31日 - 閉校[13]

## 通学区域
出典:
閉校後の東中学校の校区
- 幸町
- 浜町
- 本町
- 本幸町
- 王子町（2丁目）

閉校後の光洋中学校の校区
- 白金町
- 矢代町
- 弥生町
- 元町（1・2丁目）

## 周辺
- 苫小牧市立苫小牧西小学校
- 苫小牧弥生郵便局[16]
- 苫小牧市屋内ゲートボール場（現・アブロス矢代スポーツセンター[17]）
- 苫小牧日翔病院

## アクセス
JR苫小牧駅より2.2km

## 著名な出身者
- 間野直樹 - 元アイスホッケー選手